# Athenaea martiana
Athenaea martiana är en potatisväxtart som beskrevs av Sendt. Athenaea martiana ingår i släktet Athenaea och familjen potatisväxter. Inga underarter finns listade i Catalogue of Life.